# James Donaldson

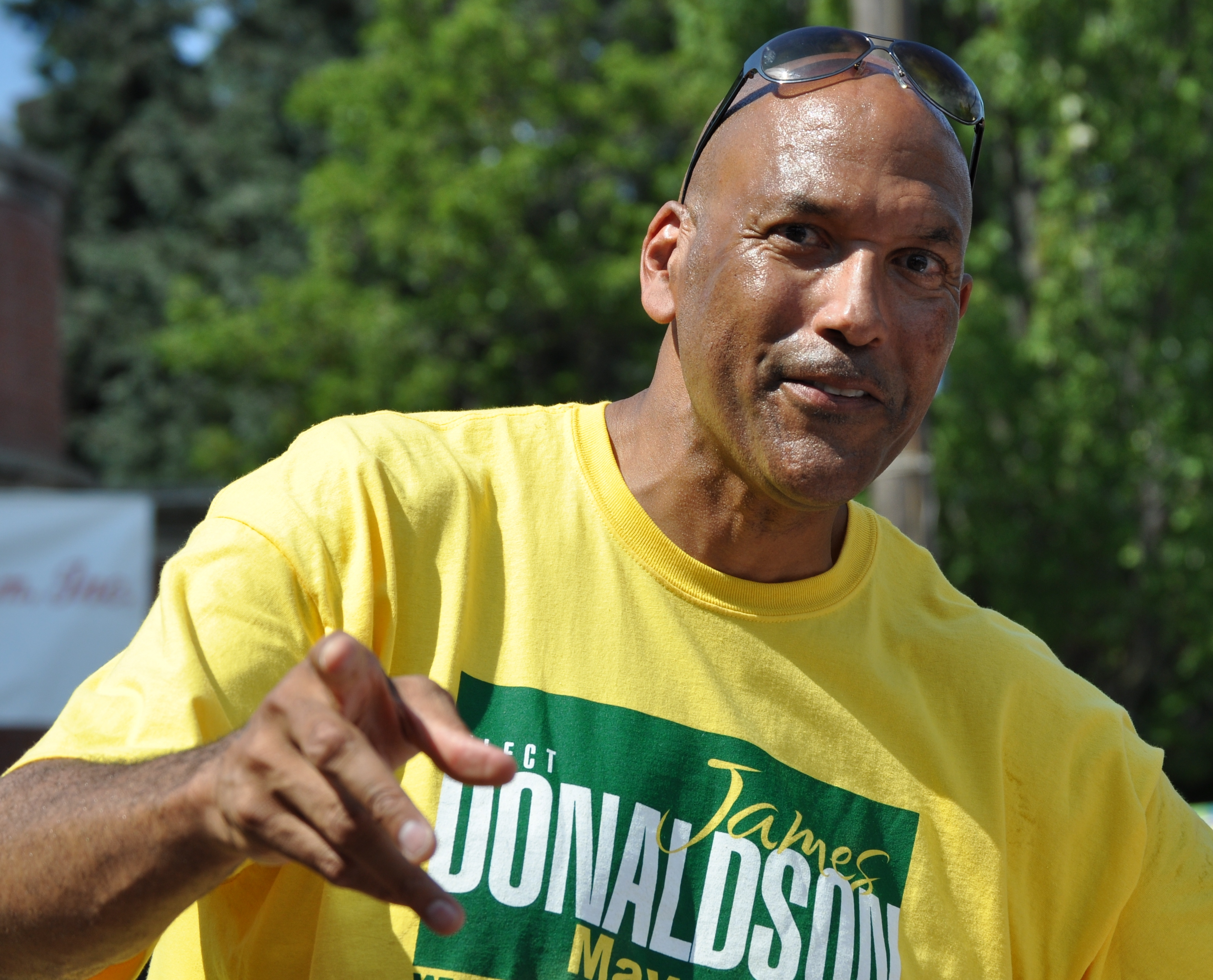
James Donaldson im Jahr 2009

James Lee Donaldson III (* 16. August 1957 in Heacham) ist ein ehemaliger britisch-US-amerikanischer Basketballspieler.

## Werdegang
Der in Großbritannien geborene Donaldson wuchs im US-Bundesstaat Kalifornien auf. Er spielte an der Luther Burbank High School in Sacramento und ab 1975 an der Washington State University. Der 2,18 Meter große Innenspieler stellte mehrere Hochschulrekorde auf: Mit 176 geblockten Würfen, die er bis 1979 verbuchte, setzte sich Donaldson in der Bestenliste der Washington State University auf den ersten Platz, sein Höchstwert in einem Spiel waren zehn geblockte Würfe (im Dezember 1977 gegen die Seattle University). Insgesamt wurde er in 84 Hochschulspielen eingesetzt, in denen er im Schnitt 8,5 Punkte, 8,1 Rebounds sowie 2,1 geblockte Würfe erreichte. Seine beste Saison an der Washington State University hatte Donaldson 1977/78, als er auf Mittelwerte von 12,6 Punkten, 11,3 Rebounds und 3 geblockte Würfe kam.
Die Seattle SuperSonics sicherten sich im Draftverfahren der NBA im Jahr 1979 in der vierten Auswahlrunde die Rechte an Donaldson. Seine Laufbahn als Berufsbasketballspieler begann jedoch in Italien bei 3A Antonini Siena. Dort spielte er in der Saison 1979/80. Ab 1980 spielte er für Seattle in der NBA, später in derselben Liga für weitere Mannschaften (San Diego beziehungsweise Los Angeles Clippers, Dallas Mavericks, New York Knicks und Utah Jazz). Bis 1995 kam er auf insgesamt 1008 NBA-Einsätze. Den besten Punkteschnitt seiner NBA-Zeit erreichte der Innenspieler in der Saison 1983/84, als er für die San Diego Clippers 11,8 Punkte je Begegnung erzielte. Sein Saisonreboundhöchstwert waren 11,9 pro Partie (1986/87 als Spieler in Dallas). Mit 2,1 geblockten Würfen je Begegnung kam Donaldson 1985/86 auf seinen NBA-Bestwert.
1993/94 stand er beim griechischen Erstligisten Iraklis Thessaloniki unter Vertrag, im Spieljahr 1996/97 verstärkte er Caja San Fernando in der spanischen Liga ACB, 1997/98 stand er in sechs Ligapartien für den italienischen Erstligisten Snai Montecatini auf dem Feld, ehe er im Januar 1998 zum spanischen Zweitligaverein Breogán Lugo ging. In der Saison 1998/99 stand er im griechischen Larissa unter Vertrag, im Frühling 1999 wechselte Donaldson zum Abschluss seiner Laufbahn noch einmal zu Breogán Lugo.
2009 bewarb er sich in Seattle um das Bürgermeisteramt, wurde aber nicht gewählt, 2021 entschied er sich abermals, bei der Wahl anzutreten. 2015 erlitt er eine Aortendissektion und musste sich einem Eingriff am offenen Herzen unterziehen, es folgten weitere Operationen. Der als Geschäftsmann im Gesundheitswesen tätige Donaldson musste Privatinsolvenz anmelden. Donaldson erwog eigener Aussage nach zeitweilig den Freitod.